# 达旦河

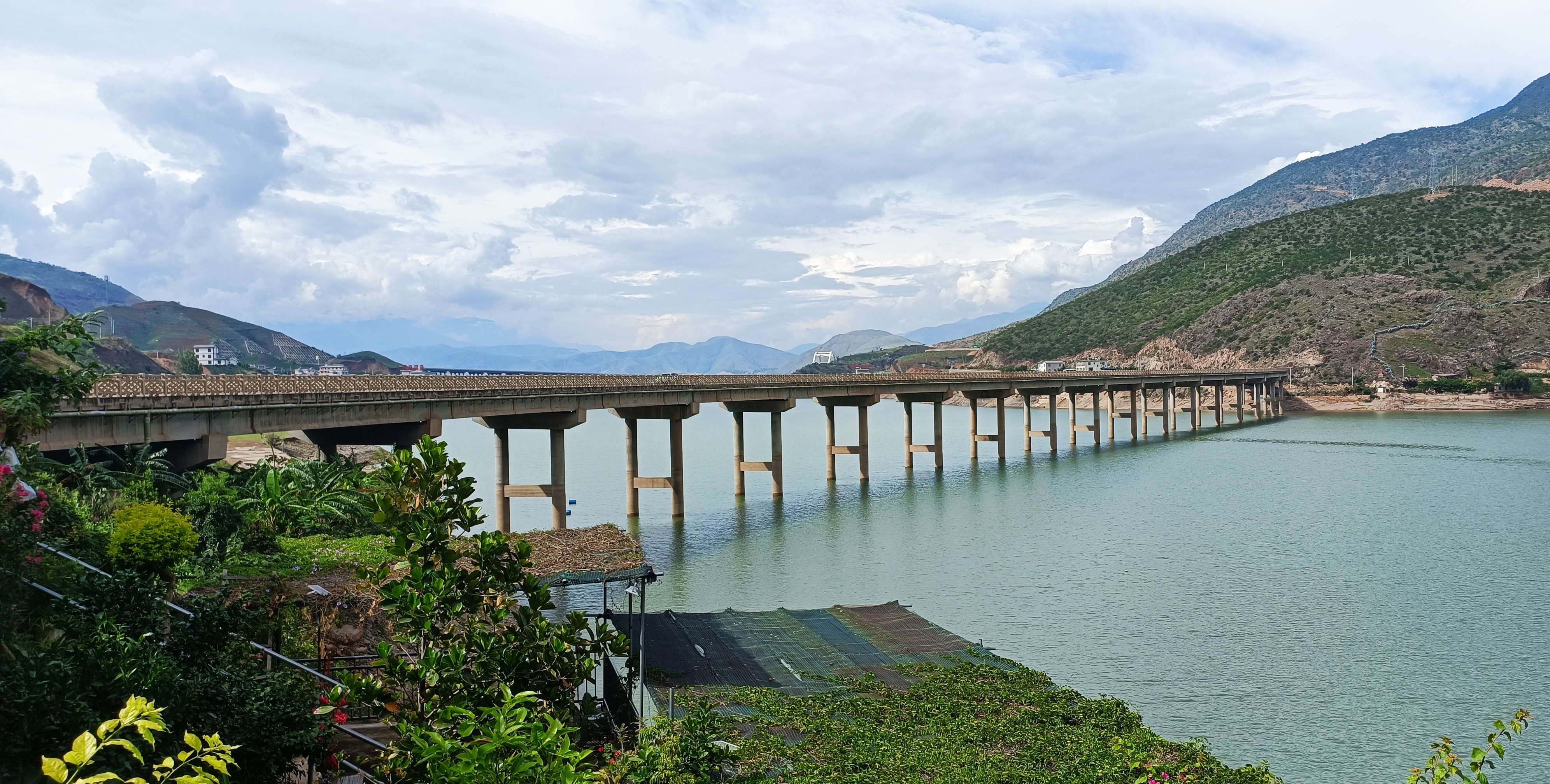
永胜县片角镇境内的达旦河大桥

达旦河，又称桑园河，位于中国云南省西部，是金沙江右岸支流，河长102.4千米，流域面积1888平方千米。

## 干流概况
达旦河发源于云南省宾川县鸡足山镇的茅草坪，源头称瓦溪河，向东南流至宾居镇又称宾居河，至州城镇转北流，穿过宾川县城金牛镇，称桑园河或纳溪河，继续北流进入永胜县境，于永胜县片角乡的花坪汇入金沙江。

## 流域概况
达旦河流域地处滇中高原与横断山脉的过渡地带，多中山、丘陵，中部为南北向展布的宾川盆地。流域内属低纬度高原季风气候，西部有南北向的山脉屏障，具有“焚风效应”。中游宾川坝为干热河谷地区，日照长，降雨少。